# 16498 Passau
A 16498 Passau (ideiglenes jelöléssel 1990 SX8) a Naprendszer kisbolygóövében található aszteroida. Eric Walter Elst fedezte fel 1990. szeptember 22-én.
Nevét Passau városa után kapta.